# Tristan i Izolda (dramat muzyczny)
Tristan i Izolda – dramat muzyczny w trzech aktach skomponowany w 1859 roku przez niemieckiego kompozytora Richarda Wagnera, bazujący na historii Tristana i Izoldy w legendach arturiańskich (wersja Gotfryda ze Strasburga).

## Osoby
| Rola                                  | Głos        | Obsada premiery, 10 czerwca 1865 (Dyrygent: Hans von Bülow) |
| ------------------------------------- | ----------- | ----------------------------------------------------------- |
| Tristan                               | tenor       | Ludwig Schnorr von Carolsfeld                               |
| Izolda                                | sopran      | Malvina Schnorr von Carolsfeld                              |
| Brangien, służąca Izoldy              | mezzosopran | Anna Possart-Deinet                                         |
| Gorwenal, służący Tristana            | baryton     | Anton Mitterwurzer                                          |
| Marek, król Kornwalii                 | bas         | Ludwig Zottmayer                                            |
| Melot, dworzanin, przyjaciel Tristana | tenor       | Karl Samuel Heinrich                                        |
| Pasterz                               | tenor       | Karl Simons                                                 |
| Sternik                               | baryton     | Peter Hartmann                                              |
| Młody żeglarz                         | tenor       |                                                             |
| Żeglarze, rycerze i szlachta          |             |                                                             |